# Мовна реконструкція
Мовна реконструкція — це практика встановлення ознак незасвідченої мови предків однієї чи кількох даних мов. Існує два види реконструкції:
- Внутрішня реконструкція використовує порушення в одній мові, щоб зробити висновки про більш ранній етап цієї мови, тобто вона ґрунтується на доказах лише цієї мови.
- Порівняльна реконструкція, яку зазвичай називають просто реконструкцією, за допомогою порівняльного методу встановлює ознаки прабатька двох або більше споріднених мов, що належать до однієї мовної сім'ї. Мову, реконструйовану таким чином, часто називають прамовою (спільний предок усіх мов даної родини); приклади включають праіндоєвропейська, прадравідська.

Тексти, що обговорюють лінгвістичну реконструкцію, зазвичай передмову реконструйованих форм позначають зірочкою (*), щоб відрізнити їх від засвідчених форм.
Засвідчене слово, з якого реконструйовано корінь у прамові, — це рефлекс. Загалом, рефлекс — це відома похідна від більш ранньої форми, яка може бути засвідчена або реконструйована. Рефлекси одного і того ж джерела є спорідненими.

## Методи
По-перше, мови, які, як вважають, виникли із спільної прамови, повинні відповідати певним критеріям, щоб бути згрупованими разом; це процес, який називається підгрупуванням. Оскільки це групування базується виключно на лінгвістиці, для виконання цього кроку слід проаналізувати рукописи та іншу історичну документацію. Однак не слід робити припущення, що лінгвістичне розмежування завжди узгоджується з визначенням культури та етнічної приналежности. Одним із критеріїв є те, що згруповані мови зазвичай є прикладом спільних інновацій. Це означає, що мови мають відображати загальні зміни, внесені протягом історії. Крім того, більшість згрупованих мов мають спільне збереження. Це схоже на перший критерій, але замість змін це функції, які залишилися незмінними в обох мовах.
Оскільки лінгвістика, як і в інших наукових галузях, прагне відобразити простоту, важливим принципом у процесі лінгвістичної реконструкції є створення найменшої можливої кількости фонем, які відповідають наявним даним. Цей принцип знову знайшов своє відображення при виборі якости звуку фонем, оскільки перевага віддається тій, яка має найменші зміни (по відношенню до даних).